# NeuroG
NeuroG — научно-исследовательский проект в сфере нейроинформатики, использующий простые и доступные электроэнцефалографические приборы для распознавания воображаемых образов. Проект разрабатывается командой российских учёных физического факультета МГУ и Института высшей нервной деятельности и нейрофизиологии РАН.
Работа над проектом началась в середине 2009 года. Первоначально учёные использовали в своих экспериментах профессиональное лабораторное ЭЭГ- и ФМРТ-оборудование. Однако, позже было принято решение использовать доступное периферийное устройство EPOC австралийской компании Emotiv Systems, цена на которого находится в районе $300, это обеспечило возможность привлечения в исследование более широкого круга людей (Emotiv продала более 30 тыс. таких устройств) и формирования как можно более широкой базы данных соответствий между активностью мозга и предъявляемыми изображениями.
В апреле 2011 года был запущен веб-сайт проекта, и обладатели Emotiv EPOC получили возможность самостоятельно присоединиться к проекту, зарегистрировавшись и установив специально дополнение к Firefox.
В июне 2011 в журнале PLoS ONE была опубликована работа «Интерфейс мозг-компьютер, основанный на генерации воображаемых образов», посвящённая некоторым методам работы NeuroG. 25 апреля 2011 года в Политехническом музее Москвы проектом NeuroG была проведена первая в мире демонстрация эксперимента по распознаванию воображаемых образов.
Проект преследует цель создания универсальных алгоритмов для распознавания зрительных образов, которые можно будет использовать для разработки новых средств нейроинформатики. Область применения метода очень широка: он может быть использован для лечения нейрологических заболеваний, образовании и в социальных сетях.